# Magh Ithe
Magh Ithe fue el lugar de la primera batalla registrada en una zona de Irlanda. La fecha varía según el calendario que se tenga en cuenta: en el año 2530 Anno Mundi (desde la creación de mundo), en el año 2670 a. C. según los Anales de los cuatro maestros, o en el año 2071 a. C. según el calendarios de Seathrún Céitinn (Geoffrey Keating).
El extracto relevante a dicha batalla obtenido de los Anales de los Cuatro Maestros dice:
En este año la primera batalla fue luchada en Irlanda; Cíocal Grigenchosach, hijo de Goll, hijo de Garbh, de los Fomorianos, y su madre, entraron en Irlanda, ochocientos en número, con el fin de enfrentarse a la gente de Partolón en Sleamhnai Maighe Ithe. Allí, los formorianos fueron derrotados por Partholón, y todos fueron asesinados. Esta es llamada la batalla de Magh Ithe.
El nombre Magh Ithe quiere decir ‘llanura de Ith’ e Ith corresponde al nombre del tío de Míl Espáine, que fue asesinado por los Tuatha Dé Danann. Estaba ubicado entre Lough Foyle, Lough Swilly y el río Finn en los condados de Donegal y Londonderry.